# Ophiclinus pectoralis
Ophiclinus pectoralis är en fiskart som beskrevs av George och Springer, 1980. Ophiclinus pectoralis ingår i släktet Ophiclinus och familjen Clinidae. Inga underarter finns listade i Catalogue of Life.